# Episodi di California (decima stagione)
Questa voce contiene trame, dettagli e crediti dei registi e degli sceneggiatori della decima stagione della serie televisiva California.
Negli Stati Uniti d'America, è stata trasmessa per la prima volta dalla CBS dal 27 ottobre 1988 al 18 maggio 1989, posizionandosi al 27º posto nei rating Nielsen di fine anno con il 16,1% di penetrazione e con una media di quasi 15 milioni di spettatori.
In Italia la stagione è inedita.
Il cast regolare di questa stagione è composto da: Teri Austin (Jill Bennett), William Devane (Gregory Sumner), Kevin Dobson ('Mack' Patrick MacKenzie), Michele Lee (Karen MacKenzie), Donna Mills (Abby Ewing Sumner), Ted Shackelford (Gary Ewing), Nicollette Sheridan (Paige Matheson), Joan Van Ark (Valene Gibson).
| nº | Titolo originale                                    | Titolo italiano | Prima TV USA     | Prima TV Italia |
| -- | --------------------------------------------------- | --------------- | ---------------- | --------------- |
| 1  | Suicidal                                            |                 | 27 ottobre 1988  |                 |
| 2  | Borderline                                          |                 | 3 novembre 1988  |                 |
| 3  | Deserted                                            |                 | 10 novembre 1988 |                 |
| 4  | The Pick-Up Game                                    |                 | 24 novembre 1988 |                 |
| 5  | Sex and Violence                                    |                 | 1º dicembre 1988 |                 |
| 6  | A Weekend Getaway                                   |                 | 8 dicembre 1988  |                 |
| 7  | The Briar Patch                                     |                 | 15 dicembre 1988 |                 |
| 8  | A Fine Romance                                      |                 | 29 dicembre 1988 |                 |
| 9  | A Many Splendored Thing                             |                 | 5 gennaio 1989   |                 |
| 10 | Cabin Fever                                         |                 | 12 gennaio 1989  |                 |
| 11 | Merger Made in Heaven                               |                 | 19 gennaio 1989  |                 |
| 12 | Mrs. Peacock in the Library with the Lead Pipe      |                 | 26 gennaio 1989  |                 |
| 13 | Colonel Mustard in the Conservatory with the Wrench |                 | 2 febbraio 1989  |                 |
| 14 | Without a Clue                                      |                 | 9 febbraio 1989  |                 |
| 15 | The Spin Doctor                                     |                 | 16 febbraio 1989 |                 |
| 16 | Poor Jill                                           |                 | 23 febbraio 1989 |                 |
| 17 | Double Jeopardy                                     |                 | 2 marzo 1989     |                 |
| 18 | A Grave Misunderstanding                            |                 | 9 marzo 1989     |                 |
| 19 | Guilty Until Proven Innocent                        |                 | 16 marzo 1989    |                 |
| 20 | Birds Do It, Bees Do It                             |                 | 23 marzo 1989    |                 |
| 21 | Giganticus II: The Revenge                          |                 | 30 marzo 1989    |                 |
| 22 | Dial M for Modem                                    |                 | 6 aprile 1989    |                 |
| 23 | That's What Friends Are For                         |                 | 13 aprile 1989   |                 |
| 24 | The Perfect Opportunity                             |                 | 27 aprile 1989   |                 |
| 25 | Straight Down the Line                              |                 | 4 maggio 1989    |                 |
| 26 | The Heat of Passion                                 |                 | 11 maggio 1989   |                 |
| 27 | Down Came the Rain and Washed the Spider Out (1)    |                 | 18 maggio 1989   |                 |
| 28 | Down Came the Rain and Washed the Spider Out (2)    |                 | 18 maggio 1989   |                 |